# یان پیوتس
یان پیوِتس (انگلیسی: Jan Pivec; ۱۹ مهٔ ۱۹۰۷ – ۱۰ مهٔ ۱۹۸۰) بازیگر سینما و تئاتر اهل کشور چکسلواکی بود. او بین سال‌های ۱۹۴۰ تا ۱۹۷۳ در بیش از ۶۹ فیلم ظاهر شد. او به‌طور همزمان ۳۶ سال را به بازیگری در تولیدات تئاتر ملی پراگ گذراند.
از فیلم‌ها یا برنامه‌های تلویزیونی که وی در آن نقش داشته‌است می‌توان به سیل اشاره کرد.